# Сарата (река)
Сара́та (рум. Sărata, укр. Сарата) — река на территории Каушанского района (Молдавия) и Одесской области (Украина). Длина реки — 119 км. Площадь водосборного бассейна — 1250 км².

## География
Исток реки находятся возле села Опач (Каушанский район, Молдавия), протекает в западной части Причерноморской низменности, впадает в озеро Сасик северо-западнее села Траповка (Татарбунарский район Одесской области Украины). Используется для орошения. Притоки (от истока к устью): Брезой, Копчак, Бабей, Джалаир, Курудер — левые, Кантемир — правая.
На реке расположен пгт Сарата — центр Саратского района Одесской области.